# Gilsbach (Heller)
Der Gilsbach ist ein kleiner Bach und Zulauf der Heller im südlichen Siegerland. Auf seinem Oberlauf bis nach Gilsbach wird er auch Sehmbach genannt.

## Geographie

### Verlauf
Der Bach entspringt nordöstlich des gleichnamigen Ortes und fließt in westlicher und dann in südlicher Richtung in Richtung Gilsbach. Im Ort selbst knickt er, danach Gilsbach genannt, am Zufluss des linken Oberlaufs Rosenbach nach Südwesten ab und fließt anschließend durch die wiesenreiche Aue des Gilsbachtals weiter. Zuletzt auf Westlauf passiert der Bach die Siedlungszone des Ortes Wahlbach im Norden und mündet unterhalb im Bereich neuerer Gewerbebauten von rechts in die Heller.

### Zuflüsse
| Name       | GKZ     | Lage            | Länge in km | EZG in km² | Mündungshöhe in m ü. NHN | Quellhöhe in m ü. NHN |
| ---------- | ------- | --------------- | ----------- | ---------- | ------------------------ | --------------------- |
| (Zufluss)  |         | rechts          | 000,800     |            | 38500000                 | 45400000              |
| Rosenbach  | 2722322 | linker Oberlauf | 002,050     | 0002,3620  | 36800000                 | 48000000              |
| Hambach    |         | rechts          | 000,860     |            | 35100000                 | 43000000              |
| Fisselbach |         | links0          | 001,410     |            | 34000000                 | 46700000              |

### Naturschutzgebiete
Drei Naturschutzgebiete gibt es im Gilsbachtal und dessen Seitentälern:
- NSG Sehmbach-Quellgebiet (8,1 ha)
- NSG Gellerswiese (9,6 ha, verteilt auf zwei Flächen)
- NSG Gilsbachtal (60,1 ha)

### Berge um den Bach
- Walkersdorfer Berg (526 m, rechts)
- Hahnkopf (476,7 m, links)
- Steimel (489,7 m, rechts)
- Hambachswald (453 m, links)
- Simberg (527,7 m, rechts)
- Simrich (442,4 m, rechts)